# Pietà (Michelangelo)

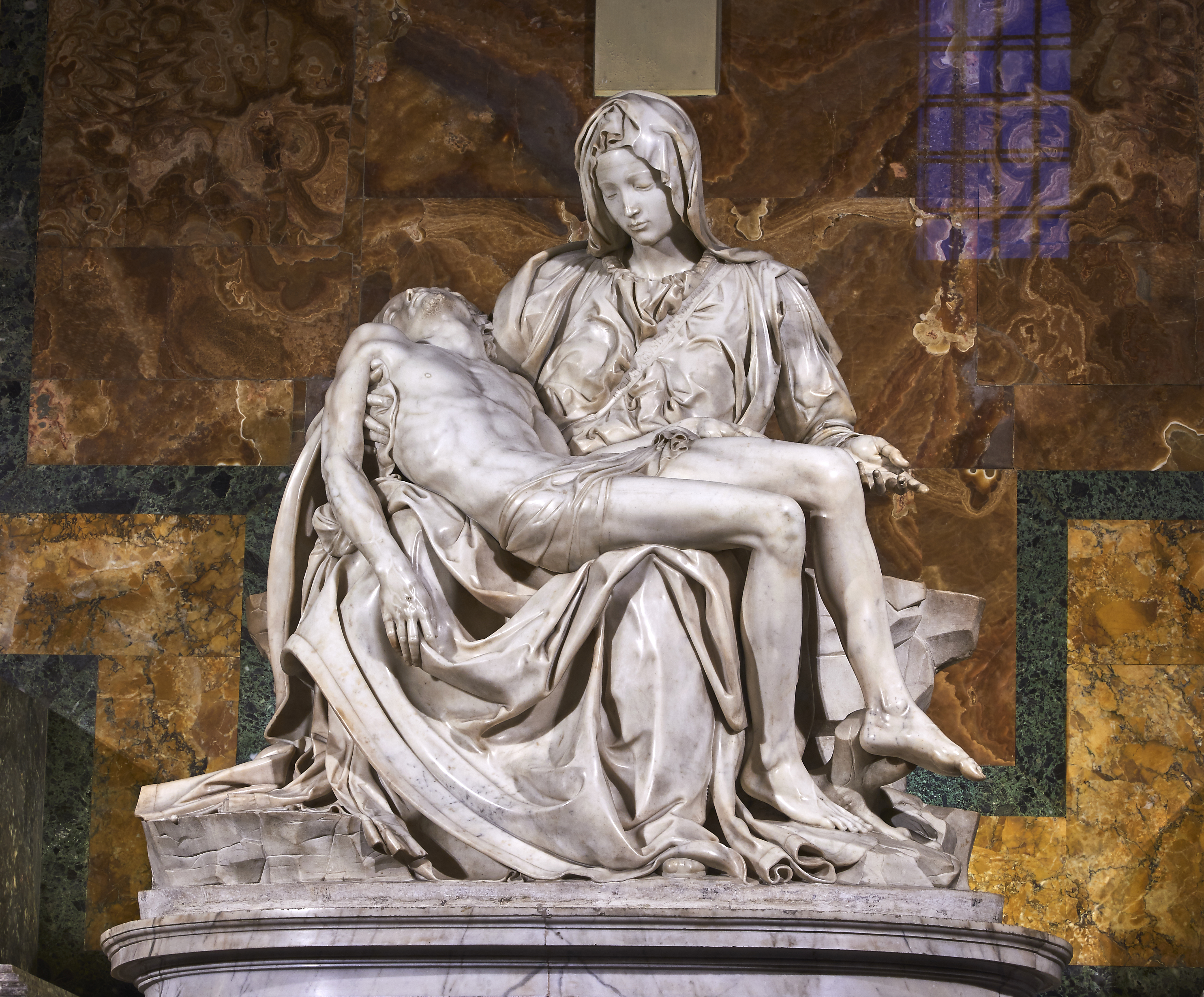
Sculptura „Pietà” de Michelangelo.

Pietà este o sculptură creată în anii 1498-1499 de artistul Michelangelo Buonarroti.
În prezent această capodoperă de o valoare inestimabilă a sculpturii renascentiste se află la Vatican, în Bazilica Sfântul Petru. Este singura lucrare semnată de Michelangelo. Semnătura poate fi văzută pe centura care îi încinge pe diagonală pieptul Fecioarei.
Statuia a fost realizată pentru cardinalul francez Jean de Billheres, care fusese repartizat în Roma. Statuia a fost făcută ca monument funerar al cardinalului, dar a fost mutată în prima capelă pe partea dreaptă de la intrarea în bazilică, în secolul XVIII, unde se găsește actualmente.
Această faimoasă operă de artă o întruchipează pe Fecioara Maria ținând în brațe trupul lui Isus după crucificare. Această temă este de origine nordică, populară la vremea respectivă în Franța, însă nu și în Italia. Interpretarea dată de Michelangelo lui Pietà este unică. Este o lucrare de o deosebită importanță întrucât împletește idealurile de frumusețe renascentiste cu cele naturaliste.

## Semnătura
Pentru prima dată, Pietà a fost găzduită la capela Santa Petronilla, un mausoleu roman aflat lângă transeptul sudic al bazilicii Sfântul Petru, pe care cardinalul o alesese drept capela unde vor avea loc funerariile sale. Capela a fost demolată de către arhitectul Donato Bramante în timpul reclădirii bazilicii.
Conform spuselor lui Giorgio Vasari, la scurtă vreme după instalarea Pietà în capelă, Michelangelo a auzit unele remarci cum că ar fi lucrarea unui alt sculptor, Cristoforo Solari, nu a sa. De supărare, Michelangelo a sculptat MICHAELA[N]GELUS BONAROTUS FLORENTIN[US] FACIEBA[T] (Michelangelo Buonarroti, Florența, a făcut-o) pe centura de pe pieptul Fecioarei Maria. A fost singura lucrare pe care a semnat-o vreodată. Mai târziu și-a regretat gestul, considerându-l o aroganță și a jurat că nu-și va mai semna niciodată vreo lucrare.

## Atacul
De-a lungul timpului, Pietà a suferit mai multe deteriorări. Patru degete de la mâna stângă a Fecioarei au fost sparte în timpul unei mutări. Au fost restaurate în 1736 de către Giuseppe Lirioni, iar unii savanți sunt de părere că restauratorul și-a permis să aducă modificări, făcând poziția mâinii mai puțin "emfatică".
Cea mai mare distrugere a suferit-o la 21 mai 1972, în Duminica Rusaliilor când un geolog dezaxat mintal pe nume Laszlo Toth⁠(en)[traduceți], a intrat în capelă și a atacat sculptura cu un ciocan geologic strigând "Eu sunt Iisus Hristos". Martorii au luat bucățile de marmură care au sărit. Mai târziu, unele dintre acestea au fost returnate, însă multe dintre ele nu, printre care și nasul Fecioarei, care a trebuit să fie reconstruit dintr-un bloc tăiat din spate.
După atac, capodopera a fost minuțios restaurată și înapoiată bazilicii Sfântul Petru, imediat după intrare pe partea dreaptă, între Sfânta Ușă și altarul Sfântului Sebastian, iar acum este protejată de un geam blindat.

## Copia din România
O copie a statuii Pietà, realizată de sculptorul István Toth, a fost amplasată în 1906 în fața Bisericii Sfântul Spirit din Oradea. Lucrarea a fost renovată în 1959 dar la 22 mai 1961 a fost mutată în curtea bisericii, în locul ei fiind amplasat bustul lui Alexandru Moghioroș, îndepărtat și el după Revoluția Română din 1989.